# باغ کنسولگری روسیه در گرگان
جنگها و عقد قراردادهای متعدد بویژه دو عهدنامه گلستان و ترکمنچای، در دوره فتحعلی شاه قاجار تأثیر عمیقی بر ناحیه استراباد داشته‌است. بر طبق ماده ۸ معاهده ترکمن چای در سال ۱۲۴۳ هجری قمری، حق کشتیرانی در دریای خزر به روسها واگذار شد، همچنین برطبق ماده ۱۰ همین معاهده گشایش کنسولگریها و نمایندگیهای بازرگانی روسها در شهرهای ایران آزاد اعلام گردید؛
ساختمان کنسولگری روسیه در ضلع جنوبی خیابان امام خمینی و ضلع غربی امام زاده بی بی هور و بی بی نور در محله شیرکش واقع شده‌است. کنسولگری از دو ساختمان شامل ورودی و عمارت اصلی تشکیل شده‌است. ساختمان ورودی بنابه صورت دو طبقه از آجر و اندود گچ و خاک ساخته شده و با لایه ای از رنگ زرد پوشیده شده‌است. طبقه همکف ساختمان ورودی شامل یک درب چوبی، دو ستون آجری با مقطع مدور با طاقهای هلالی نیم دایره است. نمای خارجی طبقه اول شامل در ب و پنجره‌های چوبی و تراسی است که با نرده‌های خراطی شده تزئین یافته‌است.
ساختمان اصلی کنسولگری که به صورت عمارت کلاه فرنگی در وسط باغ قرار دارد، در دو طبقه با سازه آجری بر روی کرسی چینی به ارتفاع۸۰ سانتی‌متر و اندود گچ ساخته شده‌است که همانند نمای ورودی در بخشهائی از آن لایه ای از رنگ زرد بر روی اندود بچشم می‌خورد. نمای شمالی عمارت با بازشوهای هلالی متعدد و نماهای غربی و جنوبی با بازشوهای تخت متعدد از یکنواختی خارج شده‌اند. نمای شرقی عمارت شامل ایوانی است که ستونهای چوبی آن بر روی چهار جرز نیم دایره آجری در طبقه همکف قرار گرفته‌است. پوشش عمارت اصلی و ورودی بنا در حال حاضر شیروانی و حلب پوش است که درطی تعمیرات گذشته جای پوشش سفالین را گرفته‌است.
محوطه باغ که با ترکیبی ار آجر و سنگ‌فرش شده بود شامل تعدادی حوض، باغچه و جوی آب بوده وحیاط هم با دیوارهای آجری و سرچین سفالی محصور شده بود که در حال حاضر اثر چندانی باقی از آنها باقی نمانده‌است.
برای تهیه آب آشامیدنی کنسولگری، در سال ۱۲۹۵ خورشیدی جاده ای در ضلع جنوبی دیوار شهر به سمت خیابان سرخواجه کشیده شد تا بتواند آب مورد نیاز را با کالسکه به راحتی به بنا حمل کنند که این جاده خیابان ملل فعلی است.
با وقوع انقلاب کبیر روسیه و خروج آخرین کنسول روسیه تزاری از استراباد، ساختمان کنسولگری در ۸خرداد ۱۲۹۹ خورشیدی موقتاً در اختیار اداره نظمیه استراباد قرارگرفت، اما با ورود کنسول جدید کفیل حکومت استراباد دستور تخلیه کنسولگری را داد و در نتیجه در ۲۲ مهر ۱۳۰۰ با ورود «وینر» نماینده و کنسول روسیه، این ساختمان مجدد دراختیار دولت روسیه قرار گرفت.
در سوم اسفند ماه ۱۳۲۰ خورشیدی وینر که منشویک بود معزول و به جای او یک بلشویک کنسول استراباد گردید وسرانجام با اشغال ایران در شهریور ۱۳۲۰ شهر استراباد نیز دستخوش آسیبهای حاصل از جنگ شد. از زمان اشغال تا سال ۱۳۲۴ خورشیدی کنسولگری به عنوان یکی از مقرهای فرماندهی ارتش سرخ درآمد.
باغ روسها بطور کامل وتماماًمتعلق به دولت روسیه (سفارت کشور روسیه )میباشد.این ملک متعلق به شخص نیست و هرگونه ادعای مالکیت شخصی در رابطه با این ملک از سالها قبل تا به الان  کاملا کذب و به جهت سواستفاده وکلاهبرداری بوده است .هرملک متعلق به سفارت هرکشور جزء خاک وحریم آن کشور محسوب میشود وقابل تعرض و مالکیت شخصی نمیباشد.